# NGC 1999
NGC 1999는 오리온자리에 있는 오리온자리 V380을 둘러싸고 있는 반사 성운이다. 지구로부터의 거리는 1,500 광년 정도이며, 오리온 성운 근처에 있다. 오리온 성운은 새로운 별들이 활발하게 탄생하는 장소이다.

## 특징
NGC 1999 자체에서는 어떤 빛도 발하고 있지 않지만, 내부에 있는 별의 빛이 마치 안개 속의 가로등 빛이 뿌옇게 퍼져 보이는 것처럼 주변 가스 구름을 밝히고 있다. 오리온자리 V380 주변에는 어두운 색의 짙은 구름 구조가 형성되어 있는데 이는 보크 구상체의 일종으로 추측된다. 보크 구상체 내부에서는 중력 붕괴로 인해 새로운 항성이 태어나는 과정이 진행되고 있다. 근처에는 갓 태어난 항성에서 분출되는 가스 제트인 허빅-아로 천체가 관측된 바가 있다.

## 발견 및 역사
200년 전 윌리엄 허셜과 그의 여동생 캐롤라인이 처음으로 발견했다. 이후 19세기 뉴 제너럴 성표(NGC)에 1999번 천체로 등록되었다.

## 참고 문헌
- 《Hubblesite》. Hubble Takes a Close-up View of a Reflection Nebula in Orion. 2008년 11월 29일 확인.